# 水葫芦苗属
水葫芦苗属（学名：Halerpestes）是毛茛科下的一个属，为草本植物。该属共有7种，分布于北美、中亚和北亚。